# Dockers
A farmernadrágjairól híres Levi Strauss & Co. 1986-ban vezette be Dockers márkáját. Rövid időn belül a Bob Siegel által vezetett Dockers vált a business casual öltözködés piacvezetőjévé a férfiak körében.[forrás?] 1987-ben mutatták be az Amerikai Egyesült Államokban a Dockers első női ruhadarabjait. Európában először 1993-ban jelent meg férfi kollekciójával a Dockers, Joe Middleton vezetésével.

## Egy magyarországi védjegyügy
A Legfelsőbb Bíróság (a mai Kúria elődje) a Bírósági Határozatok című lapjában tette közzé az alábbi jogesetet:
BH 2001.4.165 I. A DockerS by Gerli megjelölés nem részesíthető védjegyoltalomban ugyanazon áruk tekintetében, mert az összetéveszthetőségig hasonlít a DOCKERS szóvédjegyhez [1969. évi IX. tv. 3. § (3) bek. c) pont].

## Külső hivatkozás
- Dockers európai honlapja [halott link]